# ヤン・トマソウ
ヤン・トマソウ（Jan Tomasow、1914年7月12日 - 1961年11月27日）は、アルゼンチン出身のヴァイオリニスト。
ヨーゼフ・シゲティとカール・フレッシュに師事し、1936年にパリのサル・プレイエルでデビューを飾る。
シカゴ交響楽団やボルティモア交響楽団のコンサートマスターを歴任し、トーマス・シャーマンのリトル・オーケストラ・ソサエティにも参加した。
録音活動は、主にヴァンガード・レーベルに行っていた。

## 脚註
1. ↑  Ana Epelbaum Weinstein, Miryam Esther Gover de Nasatsky, Roberto B. Nasatsky、Trayectorias musicales judeo-argentinas,AMIA / Editorial Milá, 1998, p.237